# エアロビクス殺人事件
『エアロビクス殺人事件』（エアロビクスさつじんじけん、原題：Killer Workout。もともとは、Aerobicide）は、1987年公開のアメリカ合衆国のスラッシャー映画。
デヴィッド・A・プライアーが脚本を執筆し、監督も担当した。Marcia KarrやDavid James Campbell、Fritz Matthews、Ted Prior、Teresa Van der Woudeが出演している。5年前に日焼けサロンで火傷を負ったロンダ・ジョンソンが経営するロサンゼルスのフィットネスクラブで、数人の会員が何者かに惨殺されたことから、モーガン刑事がこのジムの調査を開始する。

## あらすじ
日焼けサロンで若いモデルが大火傷を負う事故が起こる。その5年後、ロサンゼルスでロンダ（Marcia Karr）が経営するフィットネスクラブの会員たちが、大きな安全ピンを使う謎の殺人鬼に殺害され始める。クラブの悪い評判が立ち、会員たちは次々と減っていく。一方で、モーガン刑事（David James Campbell）が殺人鬼の正体を暴き、その凶行を止めるために捜査を開始する。

## キャスト
- ロンダ・ジョンソン - Marcia Karr
- Lt. Morgan - David James Campbell
- ジミー - Fritz Matthews
- チャック - Ted Prior
- ジェイミー - Teresa Van der Woude

## リリース
1987年春に、『Killer Workout』は『Aerobicide』というタイトルでイギリスではオリジナルビデオ作品として発売された。1987年9月29日には、Academy Home Entertainmentがアメリカでこの映画をビデオで発売した。

## 評価

### 批評家の評価
バラエティ誌で"Lor."と名乗るレビュアーが、1987年3月14日にAcademy Home Entertainment社からVHSで発売された、この作品をレビューした。"Lor. "は、この作品を「ごく普通のスラッシャー」で「エキサイティングではない」と評し、この映画はヌードシーンが控えめすぎて、その手のシーンを覗き見る感覚を好む観客には満足してもらえないが、最終リールには「誇るべき、いくつかの素晴らしい捻りとアモラルな終わり方が待っている」と指摘した。
また、Donald C Willisは著書『Horror and Science Fiction Film IV』の中で、この映画を「ジムでのt&aの描写や、サスペンスシーン、プロットのひねりなど、すべてが雑で不完全なホラースリラー作品」であると述べている。Bloody Disgustingはブルーレイとして発売された際のレビューで、「プロットは、何人かの人物が登場し、正体不明の殺人鬼が彼らを一人ずつ殺していくという、非常に基本的なスラッシャー設定で...どのキャラクターもあまり発展せず、目の保養と犠牲者になるという非常に特定の二つのニーズに合わせて登場する...これでは、型破りの画期的なスラッシャー映画にはならないだろうが、楽しいゴミ映画を作るという意味では、完璧に上手くいっている」と意見している。